# Jägersburger Wald und Königsbruch bei Homburg
Jägersburger Wald und Königsbruch bei Homburg este o arie protejată (sit de importanță comunitară — SCI, arie de protecție specială avifaunistică — SPA) din Germania întinsă pe o suprafață de 647 ha, integral pe uscat.

## Localizare
Centrul sitului Jägersburger Wald und Königsbruch bei Homburg este situat la coordonatele 49°21′41″N 7°21′47″E / 49.3614°N 7.3631°E.

## Înființare
Situl Jägersburger Wald und Königsbruch bei Homburg a fost declarat arie de protecție specială avifaunistică în februarie 2006.

## Biodiversitate
Situată în ecoregiunea continentală, aria protejată conține 13 habitate naturale: Vegetație psamofilă uscată cu pășuni deschise de Corynephorus și Agrostis, Ape stătătoare oligotrofe până la mezotrofe, cu vegetație de Littorelletea uniflorae și/sau de Isoëto-Nanojuncetea, Lacuri eutrofice naturale cu vegetație de tip Magnopotamion sau Hydrocharition, Cursuri de apă de la nivel de câmpie la nivel montan, cu vegetație Ranunculion fluitantis și Callitricho-Batrachion, Formațiuni ierboase bogate în specii de Nardus, dezvoltate pe substraturi silicioase în zone montane (și în zone submontane, în Europa continentală), Pajiști cu Molinia pe soluri calcaroase, turboase sau argilos-nămoloase (Molinion caeruleae), Liziere de ierburi înalte hidrofile de câmpie și de nivel montan până la alpin, Fânețe de joasă altitudine (Alopecurus pratensis, Sanguisorba officinalis), Mlaștini turboase de tranziție și turbării mișcătoare, Păduri de fag Luzulo-Fagetum, Păduri de stejar sau de stejar și carpen sub-atlantice și medio-europene de Carpinion betuli, Mlaștini împădurite, Păduri aluvionare cu Alnus glutinosa și Fraxinus excelsior (Alno-Padion, Alnion incanae, Salicion albae).
La baza desemnării sitului se află mai multe specii protejate:
- păsări (11): fâsă de luncă (Anthus pratensis), barză albă (Ciconia ciconia ciconia), ciocănitoare neagră (Dryocopus martius), șoimul rândunelelor (Falco subbuteo), Hippolais polyglotta, sfrâncioc roșiatic (Lanius collurio), viespar (Pernis apivorus), ciocănitoare verzuie (Picus canus), mărăcinar negru (Saxicola torquatus), corcodel mic (Tachybaptus ruficollis), nagâț (Vanellus vanellus)
- amfibieni (1): triton cu creastă (Triturus cristatus)
- mamifere (1): liliac comun (Myotis myotis)
- nevertebrate (3): fluturele purpuriu (Lycaena dispar), phengaris nausithous (Maculinea nausithous), Maculinea teleius

Pe lângă speciile protejate, pe teritoriul sitului au mai fost identificate 39 de specii de plante, 2 specii de amfibieni, 6 specii de mamifere, 15 specii de nevertebrate, 2 specii de reptile.